# فرهاد دفتری
فرهاد دفتری (متولّد ۱۳۱۷ در بروکسل) مورخ و اسماعیلی‌شناس ایرانی است. او مدخل‌هایی را در دائرةالمعارف بزرگ اسلامی و دانشنامه جهان اسلام و ایرانیکا و دانشنامه اسلام نوشته‌است.

## زندگی
فرهاد دفتری در سال ۱۳۱۷ در شهر بروکسل در بلژیک متولد شد. پس از یکی دو سال همراه خانواده به ایران آمد و تحصیلات ابتدایی تا متوسطه (کلاس نهم) را در مدرسه البرز به پایان رساند. حدود ۲ سال در ایتالیا و ۳ سال در انگلستان و در سال ۱۳۳۷ برای ۱۴ سال به آمریکا رفت و بدون وقفه مدارج لیسانس، فوق لیسانس و دکترایش در رشته اقتصاد از دانشگاه برکلی کالیفرنیا اخذ نمود. او تقریباً از سال آخر تحصیلات دکترای اقتصاد به مطالعات اسماعیلی علاقه‌مند شد. وی سپس به ایران بازگشت و مدتی در سازمان برنامه و بودجه و بانک مرکزی ایران به کار پرداخت و در دانشگاه شهد بهشتی (ملی سابق) تدریس کرد.
فرهاد دفتری سال‌ها پیش به انگلستان رفت و در حال حاضر به عنوان استاد «تاریخ اسماعیلیه» در مؤسسه مطالعات اسماعیلی لندن به تدریس و تحقیق مشغول است. دکتر دفتری کار مطالعه و تحقیق دربارهٔ اسماعیلیه را از حدود سی سال پیش شروع کرد. وی آغاز مطالعات اسماعیلی خود را از طریق آشنایی با آثار ایوانف می‌داند.
وی قبلاًً رئیس مشترک موسسه مطالعات اسماعیلیه لندن بود.

## سابقه آکادمیک
او ۱۲ جلد کتاب در زمینه  فرقه اسماعیلیه   نوشته‌است او عضو تیم مشورتی دانشنامه اسلام (ویرایش سوم) است
وی بیش از ۵۰ مقاله و «فصل کتاب» و نزدیک به ۱۵۰ مدخل دانشنامه‌ای نوشته‌است. کتاب‌های دکتر دفتری به زبان‌های عربی، فارسی، ترکی، اردو، گجراتی، و بیشمار زبان اروپایی ترجمه شده‌است.
او مقام‌های مختلف آکادمیک داشته و از سال ۱۹۸۸ تا به الان به مؤسسه مطالعات اسماعیلی لندن پیوسته‌است؛ که با همکاری دیگران این گروه را مدیریت می‌کند. او رئیس گروه تحقیقات و انتشارات دانشگاهی بوده‌است و به عنوان رئیس گردآورنده سری میراث‌های اسماعیلیه و متون آن‌ها و ترجمه‌شان ایفای نقش کرده‌است
وی به همراه ویلفرد مادلونگ ویراستار ارشد دانشنامهٔ اسلامیکا (ترجمهٔ انگلیسی دائرةالمعارف بزرگ اسلامی) است.

## بازنشستگی
پس از ۳۵ سال کار و فعالیت علمی با مؤسسهٔ مطالعات اسماعیلی، دکتر فرهاد دفتری در سال ۲۰۲۲ بازنشسته شد.. شاهزاده رحیم آقاخان در محفلی که به همین مناسبت تدویر شده بود از خدمات دکتر دفتری قدردانی کرده و از جانب والا آقاخان، امام زمان اسماعیلیان، اعلام کرد که به پاس خدمات شایان دکتر دفتری مؤسسهٔ مطالعات اسماعیلی بورسیه‌های مقطع دکترا را با نام دکتر فرهاد دفتری ایجاد می‌کند.

## آثار
کتاب‌هایی که به تنهایی یا مشارکت دیگران نوشته‌است:
- Daftary, Farhad (1992), The Isma'ilis: Their History and Doctrines, Cambridge University Press, ISBN 978-0-521-42974-0
- Daftary, Farhad (1994), The Assassin Legends: Myths of the Ismaʻilis, I.B. Tauris, ISBN 978-1-85043-705-5
- Daftary, Farhad (1998), A short history of the Ismailis, Edinburgh University Press, ISBN 978-0-7486-0687-0
- Daftary, Farhad (2004), Ismaili literature, I.B.Tauris, ISBN 978-1-85043-439-9
- Daftary, Farhad (2005), Ismailis in medieval Muslim societies, I.B.Tauris, ISBN 978-1-84511-091-8
- Daftary, Farhad; Hirji, Zulfikar (2008), The Ismailis: An Illustrated History, Azimuth Editions, ISBN 978-1-898592-26-6

کتاب‌هایی که آن‌ها را ویراستاری کرده‌است:
- Daftary, Farhad, ed. (2001), Intellectual Traditions in Islam, I.B. Tauris, ISBN 978-1-86064-760-4
- Daftary, Farhad, ed. (2001), Mediaeval Isma'ili History and Thought, Cambridge University Press, ISBN 978-0-521-00310-0
- Daftary, Farhad; Meri, Josef, eds. (2003), Culture and memory in medieval Islam: essays in honour of Wilferd Madelung, I.B. Tauris, ISBN 978-1-86064-859-5
- Daftary, Farhad; Fernea, Elizabeth; Nanji, Azim, eds. (2010), Living in Historic Cairo: Past and Present in an Islamic City, University of Washington Press, ISBN 978-1-898592-28-0